# Польское педиатрическое общество
Польское педиатрическое общество (пол. Polskie Towarzystwo Pediatryczne) — польское научное общество, первоначально основанное в 1908 году в Лодзи, как «Секция педиатров Лодзинского медицинского общества». Под современным названием действует с 1918 года.
Согласно Уставу, целью Общества является распространение медицинских знаний с особым акцентом на медицине развития подрастающего поколения; участие в создании программ для наилучшей защиты здоровья и интересов детей и молодежи; повышение научного уровня и профессиональной квалификации педиатров; распространение принципов деонтологии и профессиональной этики; представление интересов всех польских педиатров; установление и поддержание профильного международного сотрудничества.
Общество организует конференции, симпозиумы и научные встречи; проводит регулярные учебные мероприятия; занимается издательской деятельностью; сотрудничает c государственными учреждениями и органами власти в решении проблем развивающей медицины и педиатрии; делает заявления по вопросам, касающимся охраны здоровья детей и подростков и интересов педиатров; организует конкурсы научных работ; присуждает премии за продвижение научных достижений и лучшие организационные решения в области охраны здоровья детей; делегирует членов Общества на международные конгрессы, съезды и симпозиумы.
В состав Общества входят 23 региональных филиала.
Общество активно сотрудничает с международными медицинскими организациями, является членом Европейской академии педиатрии (англ. European Academy of Paediatrics). 
Председателем Общества является доктор медицинских наук, профессор Jarosław Peregud-Pogorzelski.
Актуальная информация о деятельности Общества публикуется на сайте www.ptp.edu.pl.